# Camponotus nutans
Camponotus nutans är en myrart som beskrevs av Mayr 1867. Camponotus nutans ingår i släktet hästmyror, och familjen myror.

## Underarter
Arten delas in i följande underarter:
- C. n. cleliae
- C. n. nutans